# Madalum
Madalum ist eine philippinische Stadtgemeinde in der Provinz Lanao del Sur. Sie hat 23.127 Einwohner (Zensus 1. August 2015).

## Baranggays
Madalum ist politisch in 37 Baranggays unterteilt.
| - Abaga - Bagoaingud - Basak - Bato - Bubong - Kormatan - Dandamun - Diampaca - Dibarosan - Delausan - Gadongan - Gurain - Cabasaran | - Cadayonan - Liangan I - Lilitun - Linao - Linuk - Madaya - Pagayawan - Poblacion - Punud - Raya - Riray - Sabanding | - Salongabanding - Sugod - Tamporong - Tongantongan - Udangun - Liangan - Lumbac - Paridi-Kalimodan - Racotan - Bacayawan - Padian Torogan I - Sogod Koloy |